# Akira Mori
Akira Mori (jap. 森 章, Mori Akira; * 12. Juli 1936 in der Präfektur Tokio) ist ein japanischer Unternehmer.

## Leben
Sein Vater war der japanische Unternehmer Taikichirō Mori, der nach dem Zweiten Weltkrieg das Immobilienunternehmen Mori Building gründete. Mori leitet das japanische Immobilienunternehmen Mori Trust und sein Bruder Minoru Mori führte Mori Building. Nach Angaben des US-amerikanischen Forbes Magazine gehört Mori zu den reichsten Japanern. Mori ist verheiratet und hat drei Kinder.